# Bruce Hornsby
Bruce Randall Hornsby (Williamsburg, Virgínia, 23 de novembro de 1954) é um pianista, cantor e compositor estadunidense.

## Biografia
Início
Bruce Hornsby estudou música na Universidade de Richmond e na Universidade de Miami, onde se graduou em 1977.

## Bruce Hornsby & The Range
Em 1984, Bruce Hornsby, juntamente com David Mansfield, George Marinelli, Joe Puerta e John Molo, forma a banda Bruce Hornsby & The Range, que firma contrato com a RCA Records em 1985.
Atingiram maior sucesso com a canção "The Way It Is", com um ritmo de piano e letra sobre os direitos civis, que ficou no topo das listas em 1986. No Brasil, esta canção esteve no topo das rádios e esteve incluída em duas coletâneas musicais, uma lançada em 1987 pela Som Livre  chamada Hits Reunion em 1987 e posteriormente em 1992 no álbum Lembranças 05, lançado pela Bertelsmann Music Group. Também obtiveram sucesso as músicas "Mandolin Rain", "The Valley Road" e "The Show Goes On".

## Carreira solo
Em 1993, Bruce Hornsby lança o primeiro disco solo de sua carreira, Harbor Lights, mais voltado para o jazz. O álbum foi bem recebido pela crítica. Em 1995 lança outro álbum, Hot House, também com um toque de jazz.
Em 2004 lança, pela Columbia Records, o álbum Halcyon Days, com estilo mais acústico e baseado em piano.